# Jakob Briede
Jakob Briede (* um 1642 in Gudensberg; † 14. Mai 1686 in Kassel) war Bürgermeister von Kassel.
Briede war der Sohn des Gudensberger Amtsschultheißen Eckhard Briede (um 1598–1675/8) und dessen Ehefrau Elisabeth Grau (um 1612–1690). Briede heiratete am 29. Januar 1672 in Kassel Katharina Elisabeth Haxthausen (1651–1726), die Tochter des Bürgermeisters Heinrich Haxthausen. 
Er studierte ab 1658 Rechtswissenschaften in Marburg und schloss das Studium mit dem Lizentiat der Rechte ab. Danach war er Advokat in Kassel und 1684 bis 1685 dort Bürgermeister. Eigentlich sollte er danach Rat und Justitiar in Schmalkalden werden, starb aber, bevor er das Amt antreten konnte.